# Lacines - Catena del Monteneve nel Parco Naturale Gruppo di Tessa
Lacines - Catena del Monteneve nel Parco Naturale Gruppo di Tessa este o arie protejată (arie specială de conservare — SAC, sit de importanță comunitară — SCI, arie de protecție specială avifaunistică — SPA) din Italia întinsă pe o suprafață de 8.095 ha, integral pe uscat.

## Localizare
Centrul sitului Lacines - Catena del Monteneve nel Parco Naturale Gruppo di Tessa este situat la coordonatele 46°49′28″N 11°05′35″E / 46.8244°N 11.0931°E.

## Înființare
Situl Lacines - Catena del Monteneve nel Parco Naturale Gruppo di Tessa a fost declarat sit de importanță comunitară în septembrie 1995 pentru a proteja 10 specii de animale. Alte tipuri de protecție:
- arie de protecție specială avifaunistică (în august 2000)[2]
- arie specială de conservare (în noiembrie 2016)[1][3][4]

## Biodiversitate
Situată în ecoregiunea alpină, aria protejată conține 20 de habitate naturale: Pante stâncoase calcaroase cu vegetație casmofită, Grohotișuri silicioase de la nivelul montan până la nivelul zăpezii (Androsacetalia alpinae și Galeopsietalia ladani), Pajiști alpine și subalpine calcaroase, Liziere de ierburi înalte hidrofile de câmpie și de nivel montan până la alpin, Mlaștini alcaline, Pante stâncoase silicioase cu vegetație casmofită, Râuri de munte și vegetația erbacee de pe malurile acestora, Pajiști alpine și boreale, Ape stătătoare oligotrofe până la mezotrofe, cu vegetație de Littorelletea uniflorae și/sau de Isoëto-Nanojuncetea, Păduri alpine de Larix decidua și/sau Pinus cembra, Ghețari permanenți, Pajiști uscate seminaturale și facies de acoperire cu tufișuri pe substraturi calcaroase (Festuco-Brometalia) (* situri importante pentru orhidee), Păduri acidofile de Picea de la nivel montan la nivel alpin (Vaccinio-Piceetea), Grohotișuri calcaroase și de șisturi calcaroase de la nivelul montan până la nivelul alpin (Thlaspietea rotundifolii), Fânețe montane, Pajiști boreale și alpine pe substrat silicios, Păduri aluvionare cu Alnus glutinosa și Fraxinus excelsior (Alno-Padion, Alnion incanae, Salicion albae), Tufărișuri cu Pinus mugo și Rhododendron hirsutum (Mugo-Rhododendretum hirsuti), Formațiuni ierboase bogate în specii de Nardus, dezvoltate pe substraturi silicioase în zone montane (și în zone submontane, în Europa continentală), Mlaștini turboase de tranziție și turbării mișcătoare.
La baza desemnării sitului se află mai multe specii protejate de  păsări (10): potârnichea de stâncă (Alectoris graeca saxatilis), acvilă de munte (Aquila chrysaetos), cocoșul de mesteacăn (Bonasa bonasia), ciocănitoare neagră (Dryocopus martius), Lagopus muta helvetica, sfrâncioc roșiatic (Lanius collurio), ciocănitoare de munte (Picoides tridactylus), ciocănitoare verzuie (Picus canus), sturz (Turdus pilaris), sturzul de vâsc (Turdus viscivorus)
Pe lângă speciile protejate, pe teritoriul sitului au mai fost identificate 22 de specii de plante, 7 specii de păsări, 1 specie de amfibieni, 3 specii de mamifere, 2 specii de nevertebrate, 2 specii de reptile.